# Death Alive
Death Alive è il primo ed unico album live del gruppo hardcore punk statunitense Death by Stereo.
Registrato dal vivo al Chain Reaction di Anaheim, California durante il tour promozionale di Into the Valley of Death, il CD avrebbe dovuto essere pubblicato gratuitamente come inserzione della rivista Law Of Inertia Magazine. Tuttavia, quando il gruppo si rese conto che in questo modo quasi nessuno dei propri fan sarebbe stato in possesso di una copia dell'album, i membri decisero di ripubblicare una sua nuova edizione con l'etichetta Reignition Records il 13 marzo 2007.

## Tracce
1. The Plague
2. Beyond the Blinders
3. Lookin' Out for #1
4. These Are a Few of My Favorite Things
5. Sow the Seeds
6. Wasted Words
7. Sing Along With the Patriotic Punks
8. Shh... This Will Be Our Little Secret
9. Desperation Train
10. Let Down And Alone
11. Holding 60 Dollars on a Burning Bridge
12. High School Was Like Boot Camp for a Desk Job
13. Emo Holocaust
14. Dance Party
15. Unstoppable
16. No Shirt, No Shoes, No Salvation
17. No Cuts, No Butts, No Coconuts